# Пани
Пани — знатна верства шляхти у Великому князівстві Литовському і Королівстві Польському, а також на українських землях, які входили до їх складу. До вищої ланки панів належали пани радні (мали спадкове членство у великокнязівській раді) та пани хоруговні (виїжджали у військовий похід не в складі повітового ополчення, а під своїми корогвами із власними загонами), які представляли найзнатніших феодалів і, нарівні із князями, не підлягали повітовому присудові. Але пани такого високого державного рангу у Великому князівстві Литовському були переважно на білорусько-литовських територіях, а на українських землях дослідникам вдалося виявити лише кілька родів панів радних із відомих у 15—16 ст. 50-ти родів ВКЛ, представлених у пани-раді, та незначну кількість родів панів хоруговних, що, на думку фахівців, було наслідком існування в Україні сильної князівської верстви, значно потужнішої, ніж у Білорусі та Литві. 
Нижчу ланку панської верстви становили родовиті власники отчинних (не пожалуваних великим князем, а отриманих у спадок від знатних «старійших» предків) земель, а не вислуг, якими володіла основна маса бояр-шляхти. Уперше термін «пани» з'явився на українських землях (у Галицькій Русі) в 14 ст. і позначав верству найвпливовіших феодалів. Широкого вжитку поняття «пани» набуло в Україні із середини 15 ст., коли ним позначали також і придворних слуг та васалів українських князів. На відміну від князів, які переважно займали вищі місцеві уряди (воєвод, старост, каштелянів), Пани посідали нижчі посади повітових суддів, підсудків, писарів, а також досить впливовий уряд підкоморія. Окрім того, пани почергово отримували від великого князя цілі волості для хлібокормління та право збору окремих видів податків (зокрема, капщини). У 2-й половині 16 ст. панський титул набув широкого вжитку і, на думку дослідників, після земських реформ 1564—66 поступово поширився на всю шляхетську верству.